# جون فيشر (لاعب كريكت)
جون فيشر (4 أغسطس 1897 - 22 يونيو 1954)  (بالإنجليزية: John Fisher)‏ هو لاعب كريكت بريطاني وبريطاني (وحمل سابقاً جنسية المملكة المتحدة لبريطانيا العظمى وأيرلندا).